# Альпійська коза
Альпійська коза — порода домашніх кіз середнього та великого розміру, відома своєю дуже хорошою молочною здатністю. Вони не мають встановлених кольорів чи розцвітки (хоча певні розцвітки дискримінуються). Вони мають роги, прямий профіль і стоячі вуха.
Порода виникла у французьких Альпах. Зріла коза важить близько 61 кг і становлять близько 76 см висоти у холці. Альпійські кози можуть варіюватися від білих або сірих до коричневих і чорних. Альпійські кози є сильними виробниками молока. З молока можна зробити масло, сир, мило, морозиво або будь-який інший молочний продукт, який зазвичай виготовляють із коров’ячого молока. Їх часто використовують для комерційного молочного скотарства, а також для домашнього доїння.

## Типи
Виникло кілька підтипів альпійських кіз , а саме:
- Чистокровні (французькі) альпійські : вихідний тип із французьких Альп
- Американські Альпійські : Альпійські з іншими генетичними впливами після їх інтродукції в Сполучені Штати. Американські альпійські мають схожий візуальний тип і темперамент, як і французькі альпійські, але можуть мати менш стандартні позначки або структуру через схрещування.

## Характеристики
Альпійські кози — порода середнього та великого розміру. Самці більше 81 см висоти у холці і самиці більше 76 см висоти у холці. Їх шерсть коротка або середня за довжиною, і вони бувають усіх кольорів і комбінацій кольорів. Вони мають стоячі вуха та прямий профіль, і їх описують як "тривожно витончених" зі здатністю адаптуватися до будь-якого клімату завдяки їх витривалій природі . Це єдина порода зі стоячими вухами, яка доступна у всіх кольорах і комбінаціях кольорів .
Швидкість статевого дозрівання у альпійських кіз припадає на 4-5 місяців після народження козлят самців і через 5-6 місяців після народження козлят самиць. Однак козенят не можна розводити, поки вони не матимуть принаймні 34-36 кг. Вагітність самок триває 145-155 днів, в середньому 150 днів. Близнюки є найбільш поширеними, але вони можуть мати одинаків, максимально аж до п’ятірні .
Альпійські кози доброзичливі та дуже допитливі, однак вони можуть бути незалежними та вольовими .
Американська асоціація молочних кіз визнає особин абсолютно білих і розцвітки Тоггенбург .

## Історія
Альпійські кози походять з французьких Альп. 

## Молоко

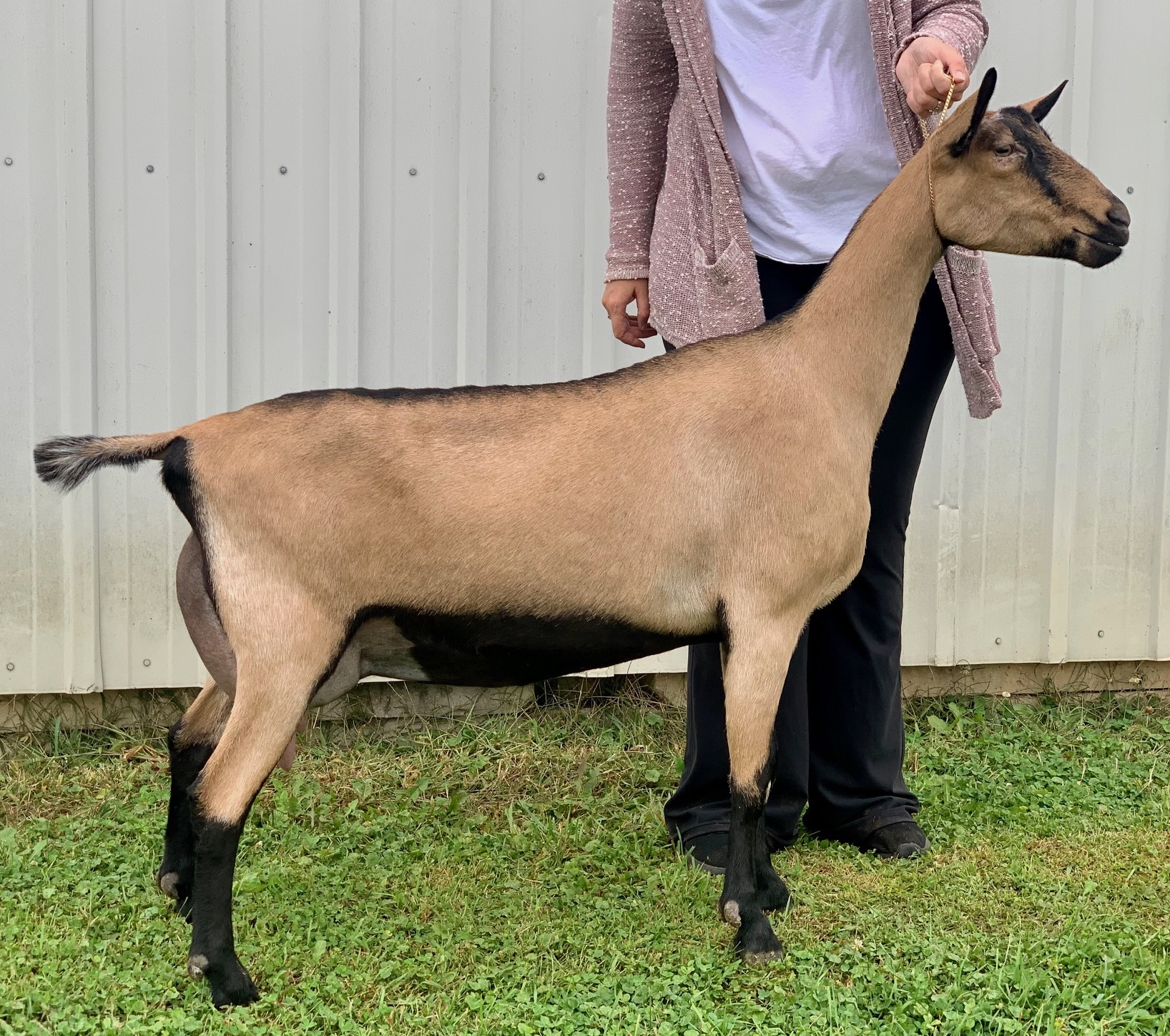
Американська альпійська молочна коза

Відома своїм молоком, альпійська коза відома своєю багатою молочною продуктивністю. Альпійські кози надзвичайно популярні в молочній промисловості завдяки своєму слухняному темпераменту, високій якості молока та тривалій лактації . Молоко альпійських кіз має відносно низьку жирність, середня жирність 3,4% . У ньому більше цукру, ніж у коров'ячому молоці, але він збалансований за кількістю білка. Молоко альпійських кіз має 2,3 г білка на 250 мл, тоді як коров’яче молоко має 3,4 мл . Більша кількість білка не завжди добре, оскільки вона містить більше калорій із підвищеним вмістом жиру. Порівняно з молоком кіз Заанен воно має вищу поживну цінність, окрім вмісту жиру, що робить його набагато здоровішим вибором .
Альпійські кози є одними з найкращих виробників молока, поряд із козами Заанен і Тоггенбург. Від двох інших вони відрізняються низьким вмістом жиру . Це може бути прямою залежністю між вагою тварини та її звичним середовищем. Однак вага нубійської кози схожа на вагу альпійської кози в стадії зрілості, але вона дає менше молока, що містить більшу частку жиру, ніж альпійські кози .
Періоди піку вироблення молока настають після чотирьох-шести тижнів після пологів . Оптимальна вага, при якій коза дає оптимальну продуктивність молока, становить не менше 59 кг. Для альпійської кози цей показник вищий і становить 61 кг, і вона дає 968 кг молока за лактацію . Хороше харчування, належні процедури доїння, репродуктивний менеджмент і боротьба з хворобами також є факторами, які сприяють виробництву молока у альпійських кіз.
Є чотири вимоги, які повинні бути ефективними для оптимального виробництва молока. Молочних кіз необхідно утримувати в особливих умовах, щоб їх молочна продуктивність не викликала тривоги. Зміни зовнішніх факторів можуть спричинити зниження виробництва молока через тиск, який чиниться на козу, щоб адаптуватися до цих змін. Чотири фактори для оптимального виробництва: адекватна вентиляція, суха підстилка, незабруднена годівниця та водопостачання, мінімальна кількість праці та занепокоєння .
Молоко альпійськіх кіз, як і будь-яке козяче молоко, має бути відфільтровано та охолоджено відразу після відділення від самиці в період лактації, якщо воно призначене для споживання людиною. Температура, при якій молоко збережеться найкраще, становить 4.4 °C . Молоко необхідно негайно охолодити, щоб не було зайвого розмноження бактерій. У теплі бактерії ростуть швидше і розмножуються, тому молоко псується. Молоко, яке зберігається в холодильнику, має термін зберігання приблизно три-чотири тижні. Заморожування молока збільшує термін його зберігання приблизно на чотири-п'ять тижнів.